# Emmy Glintzer
Emmy Glintzer, eigentlich Eugenie Mathilde Emma Glintzer (* 16. Januar 1899 in Kassel; † 24. Mai 1992 in Eberbach), war eine deutsche Malerin und Gebrauchsgrafikerin.

## Leben
Emmy Glintzer kam 1899 in Kassel zur Welt, bereits 1901 zog die Familie jedoch nach Berlin. Ihr Vater, Sebastian Glintzer (1860–1929), war dort zuletzt als Ministerialamtmann und Geheimer Rechnungsrat im preußischen Kriegsministerium tätig. Ihre Schulbildung erhielt Emmy Glintzer am Königin-Luise-Lyzeum in Berlin-Friedenau und einem Mädchenpensionat in Potsdam. Von 1917 bis 1920 studierte sie an der Staatlichen Kunstschule Berlin, wo sie Malerei bei Ernst Körner erlernte. Außerdem war sie 1917 für einige Monate Schülerin von Max Klinger in Leipzig.
Nach dem Studium arbeitete Glintzer als freischaffende Malerin, Gebrauchs- und Werbegrafikerin in Berlin. Zu ihren Kunden gehörten unter anderen Siemens, die Berliner Verkehrsgesellschaft und die Deutsche Reichsbahn. Sie setzte ihre Malerei-Studien bei Max Slevogt (1926) und Max Liebermann (1927) fort, die ihr beide Empfehlungsschreiben ausstellten.
Für das Reichspostministerium entwarf Glintzer die Briefmarken-Serie Die Saar kehrt heim, die als Teil des Briefmarken-Jahrgangs 1935 der Deutschen Reichspost erschien. 1936 nahm sie an der Ausstellung „Deutsche Werbegraphik“ im Haus der Kunst in Berlin teil. Von 1940 bis 1945 arbeitete sie als Referentin für Kunst beim Reichspostministerium. Dort fertigte sie Propagandapostkarten und Plakate gemäß der nationalsozialistischen Ideologie. Nach eigenen Angaben trat sie jedoch nicht der NSDAP bei.
Glintzer lebte in Berlin-Steglitz. 1943 verlor sie durch zweifache Ausbombung ihr gesamtes Werk. Im Jahr darauf ordnete das Ministerium sie kriegsbedingt nach Badenweiler ab. 1945 folgte ihre Versetzung nach Konstanz.
1947 zog Glintzer nach Eberbach im Rhein-Neckar-Kreis, wo sie den Rest ihres Lebens verbrachte. Sie war weiterhin als Malerin und Grafikerin tätig, so gestaltete sie Postkarten mit Eberbacher Motiven, wurde aber von der Kunstwelt nicht mehr wahrgenommen. Sie lebte zurückgezogen und erblindete in den letzten Lebensjahren. 1992 starb sie mit 93 Jahren in Eberbach. Ihr Nachlass befindet sich im Deutschen Kunstarchiv im Germanischen Nationalmuseum in Nürnberg sowie im Postmuseum Frankfurt am Main.

## Werk
Das rezipierte Werk von Emmy Glintzer entstand in der Zeit des Nationalsozialismus und spiegelt die Ideologie der damaligen Machthaber wider. Dazu gehört insbesondere der von ihr entworfene Sonderbriefmarken-Satz Die Saar kehrt heim, der am 16. Januar 1935 anlässlich der zuvor stattfindenden Saarabstimmung von der Deutschen Reichspost herausgebracht wurde. Er greift das symbolhafte Sujet „Die Saar kehrt zur Mutter Deutschland zurück“ auf, wobei das Deutsche Reich durch eine Frau mit Eichenlaubkranz (in Anlehnung an Germania) personifiziert wird, welche ihre junge Tochter – das Saargebiet – umarmt und beschützt. Diese Allegorie spiegelt den von den Nationalsozialisten propagierten Mutterkult wider und die enge Kopplung der Begriffe Heimat und Mutter. Sie impliziert, dass das Saargebiet schon vor der Abstimmung Teil des deutschen Staatsgebietes war. Da der Briefmarken-Satz bereits drei Tage nach der Saarabstimmung erschien, liegt es nahe, dass sich die Regierung lange zuvor über das Abstimmungsergebnis sicher gewesen war.
Es erschienen keine weiteren Briefmarken von Glintzer. Sie fertigte Plakate, Postkarten und andere Werbemedien an. Neben der Gebrauchsgrafik hinterließ sie Aquarelle (Landschaft, Stillleben mit Blumen).
Werke (Auswahl)
- Spring in Germany, Plakat, 1930, Werbung der Reichsbahnzentrale für den Deutschen Reiseverkehr
- Wertstempel für Sonderpostkarte (Nr. P 254) des Winterhilfswerks (Beilage der Straßen-Lotterie), 1934, Darstellung einer Hand, die eine Opferschale mit Flamme vor einem Herz im Strahlenkranz hält
- Die Saar kehrt heim, Sonderbriefmarkensatz in vier Wertstufen unterschiedlicher Farben (Michel-Katalog-Nr. 565–568), 16. Januar 1935
- Deutschland, deine Kolonien! Plakat, 1937, Darstellung des Reichsadlers vor Ostafrika und wehender Hakenkreuzflagge als Werbung für die Ausstellung „Deutsche Kolonien“, Druck- und Verlagshaus Erich Zander, 83,7 × 47,8 cm, Offsetdruck auf Papier, Signatur E. GLINTZER/BERLIN, Kunstbibliothek, Staatliche Museen zu Berlin – Preußischer Kulturbesitz[7]
- Eberbacher Kuckucksmarkt, Postkarte, 1948[8]